# Авербах, Илья Александрович
Илья́ Алекса́ндрович Аверба́х (28 июля 1934, Ленинград, СССР — 11 января 1986, Москва, СССР) — советский кинорежиссёр, сценарист, Заслуженный деятель искусств РСФСР (1976).

## Биография
Родился 28 июля 1934 года в Ленинграде. Отец — кандидат коммерции Александр Леонович Авербах (1896—1966) — в молодости был актёром в труппе Большого драматического театра, затем окончил экономический факультет Ленинградского технологического института и работал инженером. Дед, Леон (Лейб) Ильич Авербах, был главой еврейской общины Рыбинска. Прадед — Илья Осипович Авербах (1836—1909), мариупольский 2-й гильдии купеческий сын, впоследствии рыбинский купец первой гильдии и управляющий Шекснинским пароходством, потомственный почётный гражданин.
Мать — Ксения Владимировна Стракач (по первому браку Куракина, 1903—1988). Дед со стороны матери — полковник Александрийского гусарского полка Владимир Станиславович Стракач (1870—1948).
В 1958 году окончил 1-й Ленинградский медицинский институт имени академика И. П. Павлова. Работал по распределению в Шексне. После врачебной практики окончил Высшие сценарные курсы при Госкино СССР (1964, мастерская И. Г. Ольшанского), затем — режиссёрские курсы при киностудии «Ленфильм» (1967, мастерская Г. Козинцева).
С 1967 года — режиссёр киностудии «Ленфильм», автор сценариев научно-популярных и игровых фильмов.
Наиболее известный фильм Ильи Авербаха «Монолог» был представлен на Каннском кинофестивале в 1973 году, а в 1976 получил почётный диплом на кинофестивале в Джорджтауне (Гайана).
В 1977—1978 и в 1985 годах читал лекции по кинорежиссуре слушателям режиссёрского отделения Высших курсов сценаристов и режиссёров.
Cкончался 11 января 1986 года в больнице в Москве на 52-м году жизни, похоронен в Комарово (Ленинградская область).

## Семья
- Первая жена (1957—1965) — Эйба (Ейбуте-Миколина) Кастоновна Норкуте (род. 28 ноября 1935), специалист по сценической иконографии, член Санкт-Петербургского регионального отделения Союза театральных деятелей Российской Федерации[10].
  - Дочь — Мария (род. 1964), продюсер.
    - Внук — Илья (род. 1987), кинооператор, сын Марии и режиссёра Дмитрия Месхиева.
    - Внук — Павел (род. 1994).
- Вторая жена (с 1966 года) — Наталья Борисовна Рязанцева (1938—2023), сценарист.
- Тётя — Татьяна Владимировна Стракач (род. 1904) — была замужем за композитором Борисом Майзелем.
- Двоюродный брат отца — присяжный поверенный, библиофил и книгоиздатель Давид Самуилович (Самойлович) Айзенштат (Айзенштадт, 1880—1947), основатель и директор «Книжной лавки писателей» в Москве.

## Звания и награды
- Почётное звание «Заслуженный деятель искусств РСФСР» (31 декабря 1976 года) — за заслуги в области советского киноискусства[11]

## Фильмография

### Режиссёр
1. 1967 — Личная жизнь Кузяева Валентина (новелла «Папаня»)
2. 1969 — Степень риска
3. 1971 — Драма из старинной жизни
4. 1972 — Монолог
5. 1975 — Чужие письма
6. 1977 — Объяснение в любви
7. 1979 — Фантазии Фарятьева
8. 1982 — Голос
9. 1983 — На берегах пленительных Невы (документальный)

### Сценарист
1. 1968 — Степень риска
2. 1971 — Драма из старинной жизни
3. 1979 — Фантазии Фарятьева